# Derna, Bihor
Derna là một xã thuộc hạt Bihor, România. Dân số thời điểm năm 2002 là 3020 người.